# Opposites Attract
Opposites Attract è una canzone di Paula Abdul del 1989, pubblicata come sesto e ultimo singolo dal suo primo album Forever Your Girl.

## Successo
Il brano fu un grande successo in tutto il mondo. Divenne il quarto singolo della cantante ad arrivare al primo posto nella Billboard Hot 100 e in Canada. Raggiunse il primo posto anche in Australia, mentre in Europa entrò in moltissime top 10 e raggiunse la seconda posizione nel Regno Unito.

## Videoclip
Il coloratissimo video musicale, diretto da Candace Reckinger e Michael Patterson, vedeva Paula Abdul ballare con un cartone animato chiamato MC Skat Kat. Il video vinse nel 1991 il Grammy Award for Best Short Form Music Video.

## Classifiche
| Classifica (1989/90) | Posizione massima |
| -------------------- | ----------------- |
| Stati Uniti          | 1                 |
| Canada               | 1                 |
| Australia            | 1                 |
| Nuova Zelanda        | 6                 |
| Regno Unito          | 2                 |
| Irlanda              | 8                 |
| Paesi Bassi          | 4                 |
| Norvegia             | 6                 |
| Svezia               | 11                |
| Austria              | 18                |
| Francia              | 23                |
| Germania             | 13                |
| Svizzera             | 19                |